# Presidenti della Dominica
Lista di Presidenti della Dominica. Questa pagina contiene la lista dei Capi di Stato della Dominica dall'anno dell'indipendenza del Paese caraibico (1978) all'attualità.

## Lista
| Presidente | Presidente | Presidente                                    | Partito                           | Mandato           | Mandato           |
| Presidente | Presidente | Presidente                                    | Partito                           | Inizio            | Fine              |
| ---------- | ---------- | --------------------------------------------- | --------------------------------- | ----------------- | ----------------- |
| -          |            | Louis Cools-Lartigue (1905 – 1993) ad interim | Indipendente                      | 3 novembre 1978   | 16 gennaio 1979   |
| 1          |            | Fred Degazon (1913 – 2008)                    | Indipendente                      | 16 gennaio 1979   | 29 gennaio 1980   |
| -          |            | Louis Cools-Lartigue (1905 – 1993) ad interim | Indipendente                      | 15 giugno 1979    | 16 giugno 1979    |
| -          |            | Jenner B. M. Armour (1932 – 2001) ad interim  | Indipendente                      | 21 giugno 1979    | 25 febbraio 1980  |
| 2          |            | Aurelius Marie (1904 – 1995)                  | Indipendente                      | 25 febbraio 1980  | 19 dicembre 1983  |
| 3          |            | Clarence Seignoret (1919 – 2002)              | Partito Laburista di Dominica     | 19 dicembre 1983  | 25 ottobre 1993   |
| 4          |            | Crispin Sorhaindo (1931 – 2010)               | Partito della Libertà di Dominica | 25 ottobre 1993   | 5 ottobre 1998    |
| 5          |            | Vernon Shaw (1930 – 2013)                     | Partito Unito dei Lavoratori      | 6 ottobre 1998    | 1º ottobre 2003   |
| 6          |            | Nicholas Liverpool (1934 – 2015)              | Indipendente                      | 2 ottobre 2003    | 17 settembre 2012 |
| 7          |            | Eliud Williams (1948)                         | Partito Laburista di Dominica     | 17 settembre 2012 | 2 ottobre 2013    |
| 8          |            | Charles Savarin (1943)                        | Partito Laburista di Dominica     | 2 ottobre 2013    | 2 ottobre 2023    |
| 9          |            | Sylvanie Burton (1965)                        | Partito Laburista di Dominica     | 2 ottobre 2023    | in carica         |